# Confederation Building (Terranova y Labrador)
El Confederation Building es un edificio de gobierno situado en la ciudad de San Juan de Terranova, la capital de la provincia de Terranova y Labrador (Canadá). Alberga la Casa de la Asamblea de Terranova y Labrador. Se terminó en 1960. Tiene 11 plantas y 64 m de altura. 

## Historia
El edificio se terminó en 1960 en el sitio actualmente conocido como Confederation Hill, con vista a la ciudad. El edificio original ahora se considera el bloque este del Confederation Building. Tenía 675 habitaciones, 198 metros de ancho y una altura de 64 metros en la punta de su torre. El vestíbulo de entrada tiene columnas de mármol italiano oscuro tonificado por paneles de roble.
Se completó en 1960 a un costo de 9 millones de dólares canadienses para reemplazar al Colonial Building. En ese entonces albergaba unos 1200 empleados y era la sede de todos los departamentos, juntas y comisiones del gobierno provincial.
La extensión de West Block, que comenzó en el otoño de 1982, tiene seis pisos y un nivel del suelo, con una superficie bruta de 34 838 m² y alberga poco menos de 2000 empleados del gobierno provincial. En 1991 se completó la nueva Cámara de la Asamblea.

## Obras de arte
En el entresuelo hay un mural de Harold B. Goodridge con representación alegórica de Terranova a lo largo de los años anteriores y posteriores a la Confederación. En esta obra aparecen algunas figuras de la historia de Canadá, como la goleta del capitán Bob Bartlett, un indio Beothuk, un vikingo, John Cabot, Humphrey Gilbert, Mackenzie King y Louis St. Laurent.
El edificio alberga a su vez toda una serie de esculturas.
La Cámara terminada en 1991 está rodeada de retratos de ex portavoces. A su vez, su techo es abovedado y tiene vitrales con el escudo de armas de Terranova y Labrador.

## Estatuas y otras obras en la Legislatura

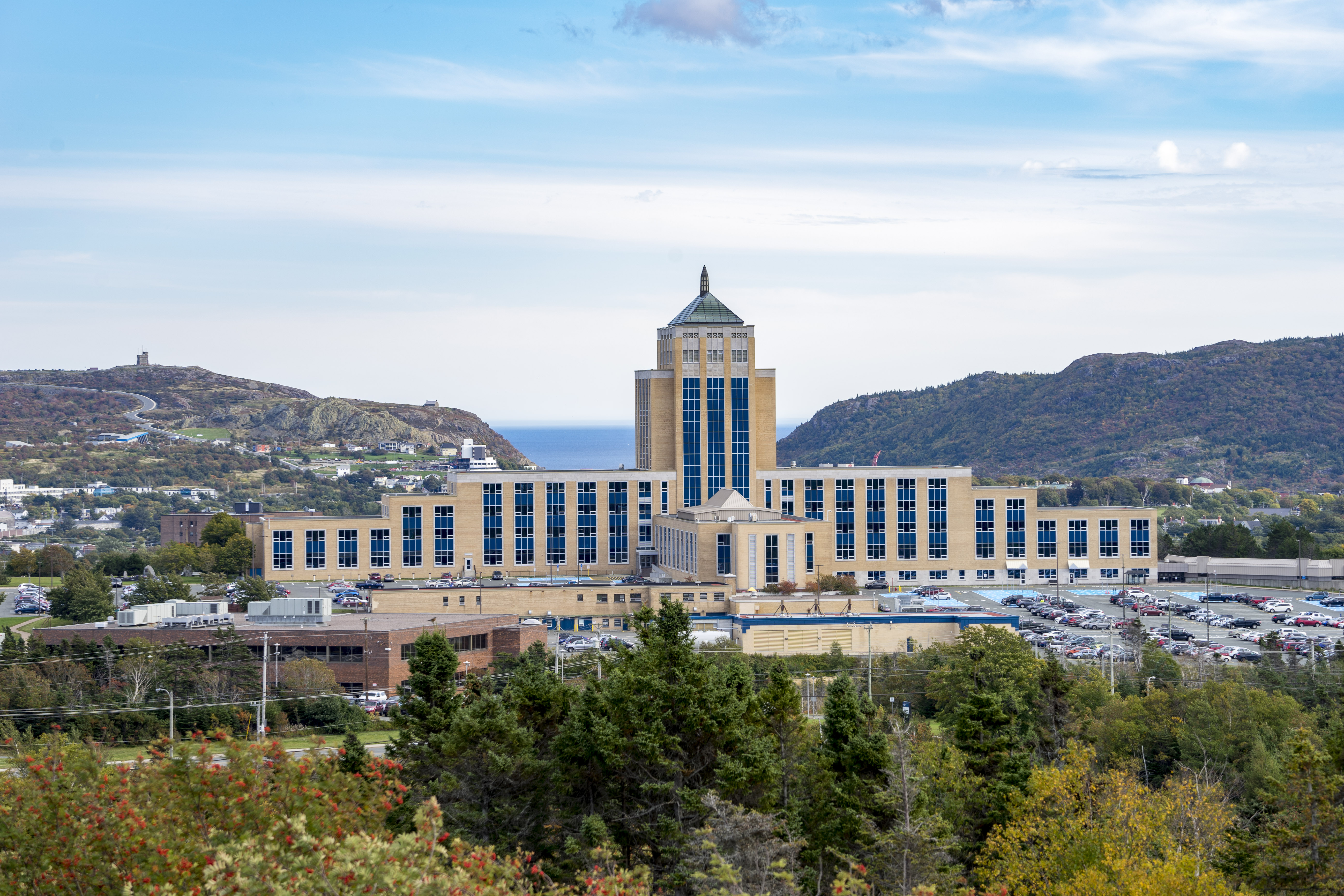
Una vista trasera del Confederation Building, en San Juan de Terranova.

Varias estatuas y puntos de referencia se encuentran cerca del edificio:
- Estatua de Gaspar Corte-Real - ubicada al sureste del edificio.
- Estatua de John Cabot : ubicada al pie de los escalones del East Block.
- Estatua de Sir Wilfred Grenfell
- Un Escudo de Terranova y Labrador de metal recubierto de esmalte donado por el empresario Paul J. Hohnson en 2000 está rodeado por un mirador de piedra neogótico ubicado frente al Bloque Este.
- La bandera de la Unión Real, la bandera de Terranova y Labrador y la bandera de Canadá ondean frente al edificio.